# Эспин, Томас
Томас Генри Эспинел Комптон Эспин (англ. The Reverend Thomas Henry Espinell Compton Espin, 1858—1934) — английский астроном и религиозный деятель.

## Биография
Родился в клерикальной семье, его отец, Томас Эспин, был канцлером в епархии Честера.
В 1876 познакомился с английским астрономом Уэббом и оказал большую помощь в подготовке знаменитой книги Уэбба «Астрономические объекты для телескопов» (англ. Celestial Objects for Common Telescopes), а после кончины Уэбба подготовил расширенные и дополненные 5 и 6 издания этой книги.
Открыл большое количество туманностей, переменных звёзд, двойных звёзд, выполнил спектроскопический обзор неба с целью обнаружения красных звёзд, составил их каталог, включающий 3800 объектов, определил их спектральные классы. В 1910 открыл Новую Ящерицы.
С 1878 был членом Королевского астрономического общества, в 1913 был награждён медалью Джексон-Гвилт Королевского астрономического общества.
Наряду с астрономией, проявлял интерес к ботанике, геологии и исследованиям рентгеновских лучей. Исследования окаменелостей привели к тому, что он разуверился в теории эволюции Ч.Дарвина.
В 1888 Эспин был назначен викарием в Тоу Лоу, графство Дарем, где прослужил до своей кончины.
В его честь назван кратер на Луне.